# Chabuata crenilinea
Chabuata crenilinea är en fjärilsart som beskrevs av George Francis Hampson 1909. Chabuata crenilinea ingår i släktet Chabuata och familjen nattflyn. Inga underarter finns listade i Catalogue of Life.